# 화서문
수원 화서문(水原 華西門)는 대한민국 경기도 수원시 팔달구, 수원 화성의 서문이다. 1964년 9월 3일 대한민국의 보물 제403호로 지정되었다.
좌우 성벽에 연결되는 돌로 된 기부에 홍예문(虹霓門)을 두어 그 위에 단층의 문루를 세웠다. 문의 앞부분에는 반달형으로 된 전축(塼築) 옹성(甕城)이 있는데 높이는 안쪽이 2.62m, 바깥쪽이 3.65m, 두께는 3.25m이다. 이 옹성은 한 평이 트여 있어 문을 출입할 때 통과하도록 되어 있다. 1975년 수원 화성을 중수 공사할 때 보수되었다.

## 개요
수원성은 조선 정조 18년(1794)에 정조의 아버지 사도세자의 능을 양주에서 수원으로 옮기면서 짓기 시작하여 정조 20년(1796)에 완성한 성곽이다. 중국성의 모습을 본뜨기는 했지만 과학적인 방법으로 성을 쌓아 훨씬 발달한 모습을 하며 한국 성곽을 대표하는 뛰어난 유적이다.
화서문은 수원성의 서쪽문으로 문의 모든 시설과 크기는 동쪽의 창룡문과 거의 같은 구조로 되어있다. 사각형모양으로 반듯한 큰 돌을 높이 쌓아 만든 축대 위에 1층의 건물을 세웠는데, 규모는 앞면 3칸·옆면 2칸으로 기둥 사이는 모두 개방되어 있다. 지붕은 옆면에서 볼 때 여덟 팔(八)자 모양을 한 팔작지붕 건물이고, 축대의 가운데에 무지개 모양의 홍예문과 문의 앞쪽에 벽돌로 쌓은 반달모양의 옹성이 있다. 옹성은 성문을 보호하고 성을 지키기 위한 구실을 하며 2중의 방어 효과를 갖는다.
또한 주위를 돌아가며 총이나 활을 쏘는 구멍이 뚫린 낮은 담을 쌓아 보호되도록 하였다. 옹성의 북쪽으로 조금 떨어진 곳에는 공심돈이 성벽을 따라서 연결되어 있다. 공심돈은 속이 텅 비었다는 뜻으로 지금의 초소 구실을 하던 곳이다. 안에는 계단을 따라 오르내릴 수 있고 층마다 바깥을 향해 총이나 활을 쏠 수 있도록 구멍이 있어 철저한 방어가 되도록 하였다.
한국의 다른 성곽 건축에서는 볼 수 없는 독특한 시설로서, 구조도 특이하며 화서문을 중심으로 일대의 경치에 한층 더 아름다움을 더해주고 있다.

## 현지 안내문
화서문은 화성의 4대문 중 서쪽 대문으로 1795년(정조 19) 7월 21일 공사를 시작하여 1796년(정조 20) 1월 8일 완성하였다. 화성 서쪽의 남양만, 서해안 방면으로 연결되는 통로로서 원래의 모습을 그대로 간직하고 있어 보물 제403호로 지정되어 있다. 편액은 초대 화성유수였던 체제공이 썼으며 옹성 안 홍예문 좌측 석벽에서는 성문 공사를 맡은 사람들과 책임자들을 기록한 공사실명판이 있다.

## 같이 보기
- 수원 화성
- 창룡문

## 참고 자료
- 화서문 - 국가유산청 국가유산포털